# Heliconius vulcanus
Heliconius vulcanus är en fjärilsart som beskrevs av Butler 1865. Heliconius vulcanus ingår i släktet Heliconius och familjen praktfjärilar. Inga underarter finns listade i Catalogue of Life.